# Кулинич Олександр Якович
Кулинич Олександр Якович - професор, доктор медичних наук, завідувач кафедри в Іжевському державному медичному інституті.

## Біографія
Народився 27 вересня 1903 року в селі Лютенька Гадяцького повіту Полтавської області в селянській родині.
Закінчивши Полтавську земську фельдшерську школу, з 1923 року працював фельдшером районної лікарні. У 1927 році окружним союзом Медсантруд був відряджений до Харківського медичного інституту.
Після закінчення інституту з 1931 року працював дільничним лікарем шахти в Сталінській області.
У 1934-1935 роки - хірург-травматолог здоровпункту Московського електрозаводу. З 1934 року - аспірант на кафедрі оперативної хірургії і топографічної анатомії в м Москві в ЦОЛІУВ під керівництвом члена-кореспондента АМН СРСР професора Б.В. Огнєва, а з 1937 року - асистент тієї ж кафедри.
З 1939 по 1941 рік служив в Червоній Армії начальником хірургічного відділення медсанбату.
У 1943 році захистив кандидатську дисертацію на тему «Лімфатична система підщелепної області і значення її в клініці».
З 1956 року працював в Іжевському державному медичному інституті завідувачем кафедри оперативної хірургії і топографічної анатомії. У 1957 році захистив докторську дисертацію на тему «Основні нервово-судинні ворота м'язів стегна і гомілки і значення їх в клініці». Затверджено в званні професора в 1960 році.
Він автор 39 наукових робіт. Під його керівництвом захищено 3 кандидатські і 1 докторська дисертації.
Нагороджений медалями «За оборону Москви», «За доблесну працю у Великій Вітчизняній війні 1941-1945 рр.», «За трудову доблесть», значком «Відмінник охорони здоров'я СРСР».